# Rachid Taoussi
Rachid Taoussi (arab. رشيد الطوسي, ur. 6 lutego 1959 w Sidi Kasim) – marokański piłkarz, grający jako środkowy obrońca, a następnie trener. Od 2022 roku bezrobotny.

## Kariera piłkarska
Jego pierwszym klubem był Union Sidi Kacem, gdzie grał od 1977 do 1989 roku. Wtedy dołączył do FAR Rabat, gdzie grał przez rok. W 1990 roku powrócił do Unionu, występował tam do 1992 roku, wtedy zakończył karierę.

## Kariera trenerska

### Początki
Jego pierwszym klubem, gdzie pełnił funkcję menadżera był Union Sidi Kacem, który prowadził od sezonu 1991/1992 do 1992/1993. Następnie został menadżerem reprezentacji Maroka U-17. Zakończył tam pracę w sezonie 1994/1995.

### Maroko U-20
1 lipca 1994 roku został menadżerem reprezentacji Maroka U-20. W roli menadżera zadebiutował tam w meczu fazy grupowej mistrzostw świata U-20 z USA (zwycięstwo 1:2). Łącznie poprowadził młodzieżówkę w 4 meczach.

### 1995–2009
Od sezonu 1995/1996 do 1997/1998 był również asystentem trenera w seniorskiej reprezentacji Maroka. Trenował zespół U-23 Maroka od sezonu 1997/1998 do sezonu 1998/1999. Następnie został trenerem FAR Rabat do sezonu 1999/2000. Jego kolejną pracą było stanowisko dyrektora technicznego w seniorskiej reprezentacji Maroka. W sezonie 2001/2002 został menadżerem Wydadu Casablanca. W kolejnym sezonie pracował w tej samej roli w KAC Kénitra. Od sezonu 2004/2005 do sezonu 2006/2007 był dyrektorem technicznym w Asz-Szabab Dubaj. Następnie objął jednocześnie stanowisko trenera w FUS Rabat oraz dyrektora sportowego w Al-Ain FC. Obie funkcje pełnił do sezonu 2007/2008.

### Maghreb Fez
1 lipca 2009 roku został trenerem Maghrebu Fez, zakończył tam pracę 30 czerwca 2012 roku. Z tym klubem zdobył puchar Maroka, Puchar Konfederacji i Superpuchar Afryki.

### Powroty
1 lipca 2012 roku ponownie zaczął trenować FAR Rabat. Poprowadził ten zespół w 9 meczach. 22 września 2012 roku znowu został trenerem reprezentacji Maroka, którą poprowadził w 16 meczach. Zakończył tam pracę 1 października 2013 roku. 22 października 2013 roku znowu podpisał kontrakt z FAR Rabat. Tym razem stołeczny klub poprowadził w 28 meczach. Zakończył tam pracę 11 grudnia 2014 roku. 30 grudnia tego samego roku znowu został trenerem Maghrebu Fez. Na ławce trenerskiej Taoussi zasiadał wtedy 20 razy. Zakończył tam pracę 13 października 2015 roku.

### Raja Casablanca
5 listopada 2015 roku przeszedł do Raja Casablanca. Zadebiutował tam w roli menadżera 3 dni później w meczu przeciwko Chabab Rif Al Hoceima (wygrana 0:2). Łącznie poprowadził ten zespół w 25 meczach, zakończył tam pracować 30 czerwca 2016 roku.

### Renaissance Berkane
1 sierpnia 2016 roku został trenerem Renaissance Berkane. W roli trenera debiut zaliczył tam 18 września 2016 roku w meczu przeciwko Kawkab Marrakesz (wygrana 3:0). Łącznie zasiadał na ławce trenerskiej w 32 meczach. Pracę zakończył 27 listopada 2017 roku.

### CR Belouizdad
1 stycznia 2018 roku został menadżerem CR Belouizdad. Zadebiutował tam 6 dni później w spotkaniu przeciwko USM Bel Abbès (porażka 1:0). Łącznie algierski zespół poprowadził w 20 meczach, pracę skończył 30 czerwca 2018 roku.

### ES Sétif
1 lipca 2018 roku objął ES Sétif. W tunezyjskim zespole w roli trenera zadebiutował 17 lipca 2018 roku, a rywalem była Difaâ El Jadida (wygrana 2:1). Łącznie poprowadził ten klub w 22 meczach, zakończył pracę 23 listopada 2018 roku.

### Olympique Khouribga
29 stycznia 2019 roku został menadżerem Olympique Khouribga. Debiut w roli menadżera zaliczył 2 lutego 2019 roku, a rywalem był Moghreb Tétouan (wygrana 0:2). W sumie ten zespół poprowadził w 22 spotkaniach, 29 listopada 2019 roku zakończył pracę.

### Dalsza kariera
Od 26 grudnia 2019 roku do 28 lutego 2022 roku był koordynatorem młodzieżówki w seniorskiej reprezentacji Maroka. 1 marca 2022 roku ponownie objął Raja Casablanca. Poprowadził ten klub w 15 meczach, zakończył tam pracę 23 czerwca tego samego roku.